# Lindsaea stenomeris
Lindsaea stenomeris är en ormbunkeart som beskrevs av Kramer. Lindsaea stenomeris ingår i släktet Lindsaea och familjen Lindsaeaceae. Inga underarter finns listade.